# Roberto Baradel
Roberto Raúl Baradel (Buenos Aires, Argentina, 26 de mayo de 1967) es un sindicalista y dirigente gremial argentino, actual Secretario General del SUTEBA y de la Central de Trabajadores de la Argentina en la provincia de Buenos Aires.
Militó en el centro de estudiantes del Colegio Nacional Luis Piedra Buena de la localidad de Lanús, donde estudió entre 1980 y 1984. Tras culminar sus estudios secundarios, comenzó sus estudios en la Universidad de Buenos Aires donde cursó biología. Luego trabajó como preceptor en escuelas públicas de Valentín Alsina y Lomas de Zamora. Simultáneamente culminó su carrera de abogacía en la Universidad Nacional de Lomas de Zamora, matriculándose en 1995. En 1991 empezó a trabajar en la Secretaría de Prensa del Suteba de Lanús. Participó de la Carpa Blanca, instalada en 1997 frente al Congreso de la Nación en señal de protesta por la política educativa que había adoptado el gobierno de Carlos Menem.

## Conflictos con el gobierno de Macri
Como representante de los docentes mantuvo un fuerte conflicto con la gobernadora María Eugenia Vidal por los recortes en el área educativa. La gobernadora a decir, en tono acusador "Que digan si son kirchneristas" tras ello recibiría amenazas de hacerlo desaparecer. Baradel presentó luego una denuncia penal contra el entonces presidente Mauricio Macri. Luego declaró que "Amenazaron a mi esposa y  a mis tres hijos". A lo que el entonces presidente respondió en la Asamblea Legislativa que "no cree que yo necesite que alguien me cuide" y afirmó que ahora entiende ‘por qué la custodia (asignada a su familia) va y viene‘ y ‘no cumple‘ con su función de protegerlos a él y a su hijos: ‘Lo que Macri está haciendo es trabajar y eso no lo puedo tolerar  y zona liberada‘. Finalmente la Justicia le ordenó al jefe de Estado que asigne una cédula. Tras la presentación judicial declaró "Vengo a denunciar al presidente Macri. Es un hecho gravísimo, esto nunca lo hice antes."

## Campaña sucia
Fue blanco de fuertes críticas en redes sociales de las que formó parte, entre otros, el diputado nacional del PRO, Eduardo Amadeo. Se publicó una imagen donde se veía a Baradel en la fila de la empresa Lufthansa, bajo un cartel donde se leía "First Class". La imagen era falsa y el diputado se disculpó por su actitud. Previamente habían circulado fotos apócrifas, cuya difusión se atribuyó a sectores cercanos al gobierno, de un supuesto viaje realizado a Miami dos años antes. La imagen había sido tomada durante un viaje a Catamarca.
Meses después, la agrupación del PRO conocida como "La Solano Lima" publicó y viralizó la imagen de un automóvil de alta gama, sosteniendo que pertenecía a Roberto Baradel. La operación fue desmantelada pocos minutos después cuando se verificó que la imagen correspondía a una publicación de Mercado Libre que había sido modificada digitalmente. Según diferentes medios el líder sindical enfrentó amenazas y difamaciones por parte de trolls vinculados al entonces jefe de Gabinete de Ministros Marcos Peña.
Estos supuestos equipos le atribuyeron la realización de una lujosa fiesta que nunca existió.
El diario Perfil afirmó que, como parte de su estrategia comunicacional, el entonces gobierno de Mauricio Macri utilizaba perfiles falsos en redes sociales para difundir mensajes críticos a las medidas de fuerza impulsadas por el gremio conducido que Baradel. Otro diario porteño descubrió que parte de los twitts que hostigaban a Baradel provenían de un militante macrista ligado a los servicios de Inteligencia y que durante la dictadura había formado parte del batallón 601 donde se cometieron delitos de Lesa Humanidad.